# Haut les flingues !
Pour plus de détails, voir Fiche technique et Distribution.
Haut les flingues ! (City Heat) est un film américain réalisé par Richard Benjamin, sorti en 1984.

## Synopsis
Durant la prohibition aux États-Unis, le détective privé Dehl Swift achète les livres de comptes appartenant Leon Coll, le chef de la plus grosse organisation criminelle locale. En échange, il donne vingt-cinq mille dollars et un billet pour la Bolivie au comptable. Il rencontre Coll plus tard, l'avertit que le comptable compte vendre les livres à un concurrent de Coll : Primo Pitt. Il demande alors cinquante mille dollars en échange du retour du bouquin, et trahit le comptable en donnant le bateau qu'il doit prendre.
Lorsque Swift arrive chez lui, Pitt est déjà dans l'appartement, et lui demande les livres de comptes. Swift refuse, et un combat s'engage au cours duquel il meurt. De son côté, Coll propose cinquante mille dollars à Mike Murphy, l'associé de Swift, pour récupérer ses livres.
Plus tard, Murphy reçoit une lettre à son bureau : elle contient une clé que Swift s'est envoyé à lui-même. À son tour, Pitt demande à Murphy de lui donner les livres, il fait pression en kidnappant sa petite amie. Murphy lui apporte alors les livres, mais l'échange tourne mal et Pitt est tué.
Murphy va alors libérer sa petite amie, confinée dans un lupanar, de force. Une fois l'opération réussie, Coll vient le voir et menaçant de tuer la secrétaire de Murphy, il se fait remettre la mallette contenant les livres de comptes. Finalement, lorsque Coll ouvre la mallette, celle-ci piégée explose.

## Fiche technique
- Titre : Haut les flingues !
- Titre original : City Heat
- Réalisation : Richard Benjamin
- Scénario : Blake Edwards et Joseph Stinson
- Production : Fritz Manes
- Musique : Lennie Niehaus
- Photographie : Nick McLean (en)
- Montage : Jacqueline Cambas
- Pays d'origine :  États-Unis
- Format : couleurs - 1.85:1 - Dolby
- Genre : Action et comédie policière
- Durée : 93 minutes
- Date de sortie : 
  - États-Unis : 1984
  - France : 15 janvier 1986[1]
- Affiche : Bill Gold (États-Unis)

## Distribution
- Clint Eastwood  (VF : Jean-Claude Michel)  : Lieutenant Speer
- Burt Reynolds  (VF : Serge Sauvion)  : Mike Murphy
- Jane Alexander (VF : Julia Dancourt) : Addy
- Madeline Kahn (VF : Anne Jolivet) : Caroline Howley
- Rip Torn  (VF : Claude Bertrand)  : Primo Pitt
- Irene Cara (VF : Maïk Darah) : Ginny Lee
- Richard Roundtree  (VF : Sady Rebbot)  : Dehl Swift
- Tony Lo Bianco (VF : Jean Lagache) : Leon Coll
- Arthur Malet (VF : Antoine Marin) : Doc Loomis
- Joan Shawlee (VF : Paule Emanuele) : Peggy Barker
- John Hancock (VF : Pierre Saintons) : Fat Freddy
- Jude Farese (VF : Daniel Russo) : Dub Slack
- Charles Parks (VF : Michel Paulin) : Dr Breslin
- Preston Sparks (VF : Marc François) : Keith Stoddard
- Tab Thacker (VF : Claude Nicot) : Tuck, le videur noir
- Bruce M. Fischer (VF : Michel Barbey) : le costaud au chapeau
- Gerald O'Loughlin (VF : Roger Lumont) : le barman
- Darwyn Swalve : Bordello Bouncer
- Nicholas Worth : Troy Roker
- Art LaFleur : Bruiser